# مگس‌گیر رنگ‌پریده
مگس‌گیر رنگ‌پریده (نام علمی: Agricola pallidus) یک پرنده گنجشک‌سان از تیرهٔ مگس‌گیرهای جهان قدیم (Muscicapidae) است که در جنوب صحرای آفریقا یافت می‌شود.
زیستگاه طبیعی آن جنگل‌های خشک نیمه‌گرمسیری یا گرمسیری، ساوانای خشک و بوته‌های خشک نیمه‌گرمسیری یا گرمسیری است.

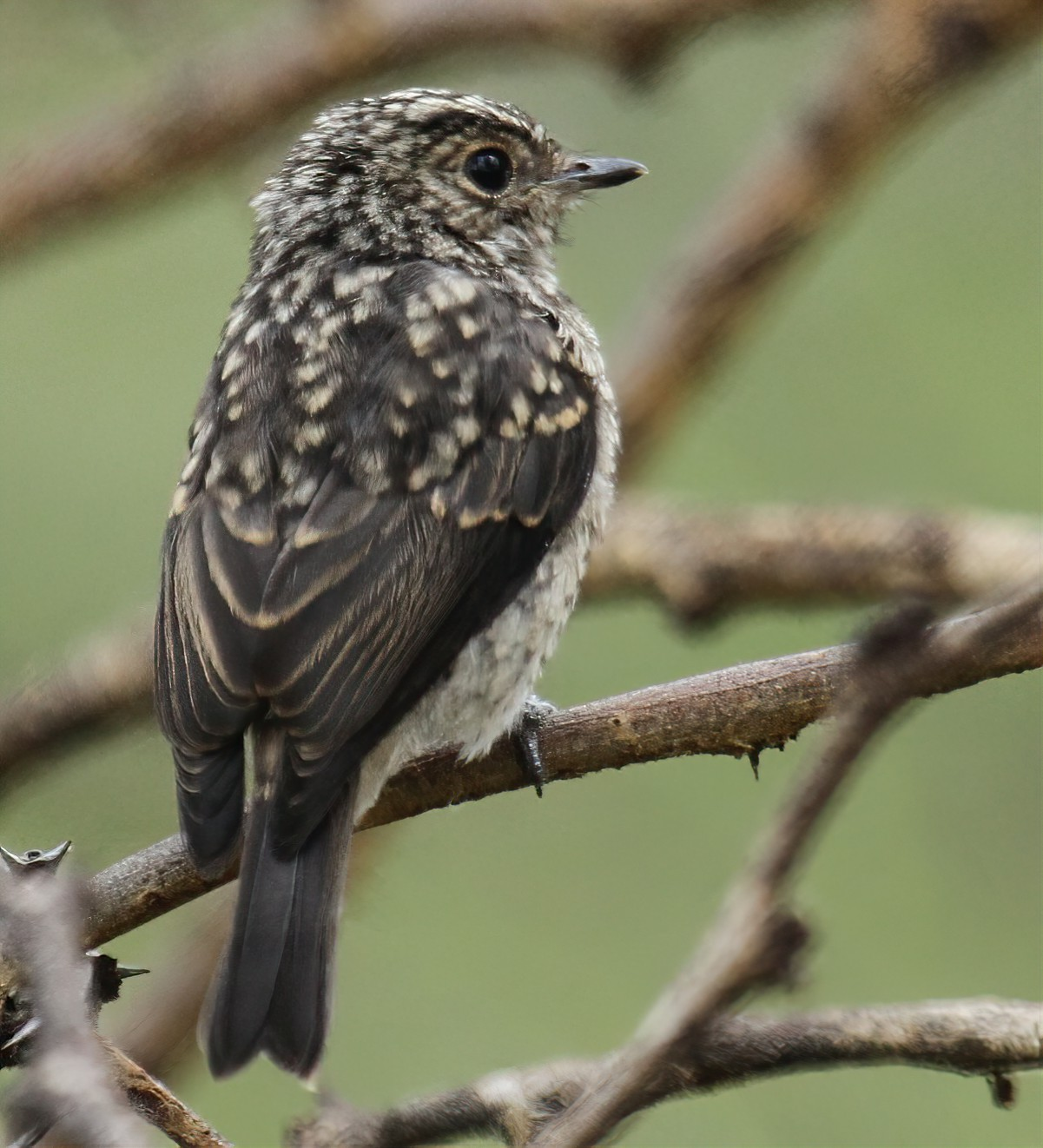
نابالغ باشگاه کانتری دریاچه ناواشا - کنیا